# Borys Gudziak
Borys Gudziak, né le 24 novembre 1960 à Syracuse aux États-Unis, est un prélat gréco-catholique ukrainien, exarque apostolique pour les Ukrainiens gréco-catholiques de France, du Benelux et de Suisse à partir de 2012 puis éparque de saint Vladimir-le-Grand de Paris des Byzantins-Ukrainiens de 2013 à 2019. Depuis février 2019, il est à la tête de l'Archéparchie de Philadelphie des Ukrainiens.

## Biographie
Borys Gudziak suit sa scolarité et ses études dans sa ville natale, à l'université de Syracuse aux États-Unis, où il obtient en 1980 les licences (trop fort, ce diplôme n’existe pas aux États-Unis) de biologie et de philosophie, puis à l'université pontificale urbanienne de Rome dont il sort diplômé en théologie en 1983. Il poursuit des études aux États-Unis et notamment à l'université Harvard jusqu'en 1992. Il rejoint alors Lviv, en Ukraine, où il fonde l'Institut d'histoire de l'Église. Entre 1994 et 1995, il regagne Rome où il suit des études à l'Institut pontifical oriental.
Il est ordonné prêtre le 26 novembre 1998 pour le diocèse de Lviv des Ukrainiens gréco-catholiques. À partir de 2000, il devient recteur de l’académie théologique de Lviv, puis recteur de l’université catholique ukrainienne.
Il est nommé par Benoît XVI évêque titulaire de Carcabia (de), exarque apostolique de France pour les catholiques orientaux de rite ukrainien le 21 juillet 2012. il reçoit la consécration épiscopale le 26 août suivant, de Sviatoslav Schevchuk, archevêque majeur gréco-catholique de Kiev.
Le 19 janvier 2013, Benoît XVI élève l'exarchat au rang d'éparchie et Borys Gudziak en devient l'éparque titulaire. Cela fait de lui le 3e éparque catholique pour les églises de rite oriental en France après l'éparchie des Arméniens catholiques et celle des Maronites.
Le 1er janvier 2015, il est nommé chevalier dans l'ordre de la Légion d'honneur. En juin 2016, il reçoit le Prix Jan Nowak-Jeziorański (fondé en 2004 par Jan Nowak) pour son œuvre en faveur de la réconciliation polono-ukrainienne.
Il est nommé le 18 février 2019 comme archevêque métropolitain de l'Archéparchie de Philadelphie des Ukrainiens par le pape François.